# الحملة الفلسطينية للمقاطعة الأكاديمية والثقافية لإسرائيل
انطلقت الحملة الفلسطينية للمقاطعة الأكاديمية والثقافية لإسرائيل (PACBI) في أبريل 2004م من قبل مجموعة من الأكاديميين والمثقفين الفلسطينيين في رام الله، في الضفة الغربية، كجزء من حركة المقاطعة وسحب الاستثمارات وفرض العقوبات (BDS). تدعو الحملة إلى دعم أنشطة BDS لممارسة ضغوط دولية على إسرائيل من الجوانب الأكاديمية والثقافية، والمقاطعة ضد المؤسسات الأكاديمية الإسرائيلية، التي تعتقد PACBI بأنها متورطة في تخليد الاحتلال الإسرائيلي.
والهدف من المقاطعة الأكاديمية المقترحة هو عزل إسرائيل من أجل اجبارها على تغيير سياساتها تجاه الفلسطينيين، والتي يقول مؤيدو PACBI بأنها تمييزية وقمعية، بما في ذلك قمع الحرية الأكاديمية للفلسطينيين.

## تاريخ
في أبريل 2004 تأسست الحملة الفلسطينية للمقاطعة الأكاديمية والثقافية لإسرائيل (PACBI) في رام الله من قبل مجموعة من الأكاديميين والمثقفين الفلسطينيين، كجزء من حركة مقاطعة إسرائيل وسحب الاستثمارات منها وفرض العقوبات عليها (BDS).
بُنيت الحملة على دعوة لمقاطعة إسرائيل الاقتصادية والثقافية والأكاديمية التي صدرت في أغسطس 2002 وبيان أصدره أكاديميون ومفكرون فلسطينيون في الأراضي المحتلة وفي الشتات يطالبون بمقاطعة المؤسسات الأكاديمية الإسرائيلية في أكتوبر 2003. وكانت الحملة مستوحاة من الأشخاص الذين دعموا كفاح شعب جنوب إفريقيا لإزالة نظام التمييز العنصري من خلال أشكال متنوعة من المقاطعة.
في عام 2005، عملت PACBI بشكل وثيق مع اللجنة البريطانية لجامعات فلسطين (BRICUP) والتي ضغطت على رابطة الأساتذة الجامعيين (AUT) لتبنى مقاطعة أكاديمية للجامعات الإسرائيلية.
ويقول PACBI أن الاضطهاد الاستعماري الإسرائيلي للشعب الفلسطيني يشمل على:
- إنكار مسؤوليتها عن النكبة - وخاصة موجات التطهير العرقي والطرد وخلق مشكلة اللاجئين الفلسطينيين- وبالتالي رفض قبول الحقوق غير قابلة للتصرف للاجئين والمشردين، المنصوص عليها والمحمية في القانون الدولي.
- الاحتلال العسكري واستعمار الضفة الغربية (بما فيها القدس الشرقية) وغزة منذ عام 1967م، في انتهاك للقانون الدولي وقرارات الأمم المتحدة.
- الحفاظ على نظام يرسخ التمييز المنهجي والعزل ضد المواطنين الفلسطينيين في إسرائيل، والذي يشبه نظام الفصل العنصري البائد في جنوب أفريقيا.

يعتقد مؤيدو PACBI أن مقاطعة المؤسسات الأكاديمية والثقافية الإسرائيلية سوف تسهم في تفكيك «الاحتلال الإسرائيلي والاستعمار ونظام الفصل العنصري».

## الأنشطة
في يوليو 2009م، دعت الحملة الفلسطينية للمقاطعة الأكاديمية والثقافية لإسرائيل (PACBI) إلى مقاطعة حفل موسيقي مقترح في رام الله من قبل المغني اليهودي الكندي وكاتب الأغاني ليونارد كوهين، الذي استضاف القوات الإسرائيلية لمدة ثلاثة أشهر خلال حرب يوم الغفران، والذي عبر عن رغبته في صياغة ذلك. تم إلغاء الحفل لاحقًا. عارضت PACBI الحفل لأنه كان من المقرر ان يعقد بعد يومين من أداء كوهين في إسرائيل، وادعت أن كوهين «عازم على تبييض نظام الفصل العنصري الإسرائيلي الاستعماري من خلال الأداء في إسرائيل». قرر منظم الحفل إلغاء الحفل الموسيقي في رام الله لأن القضية أصبحت مسيسة للغاية.
في فبراير 2011م، كتب مازن قمصية مقال لقناة الجزيرة ذكر فيه عن مقاطعة PACBI للأوركسترا الإسرائيلية.